# Ein/Aus-Symbol

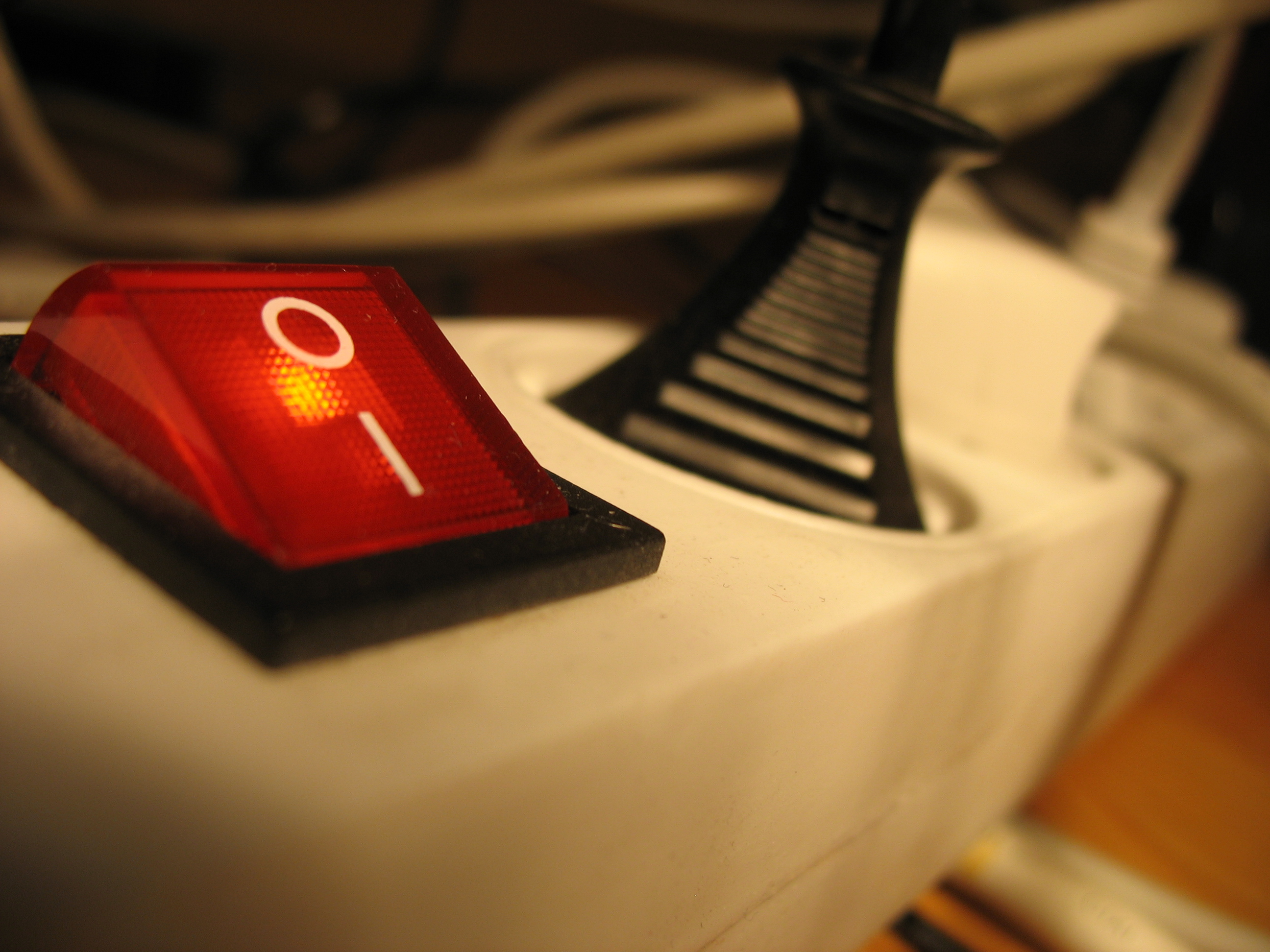
Die Linie für „ein“ und der Kreis für „aus“ unterscheiden die Zustände des Wippschalters

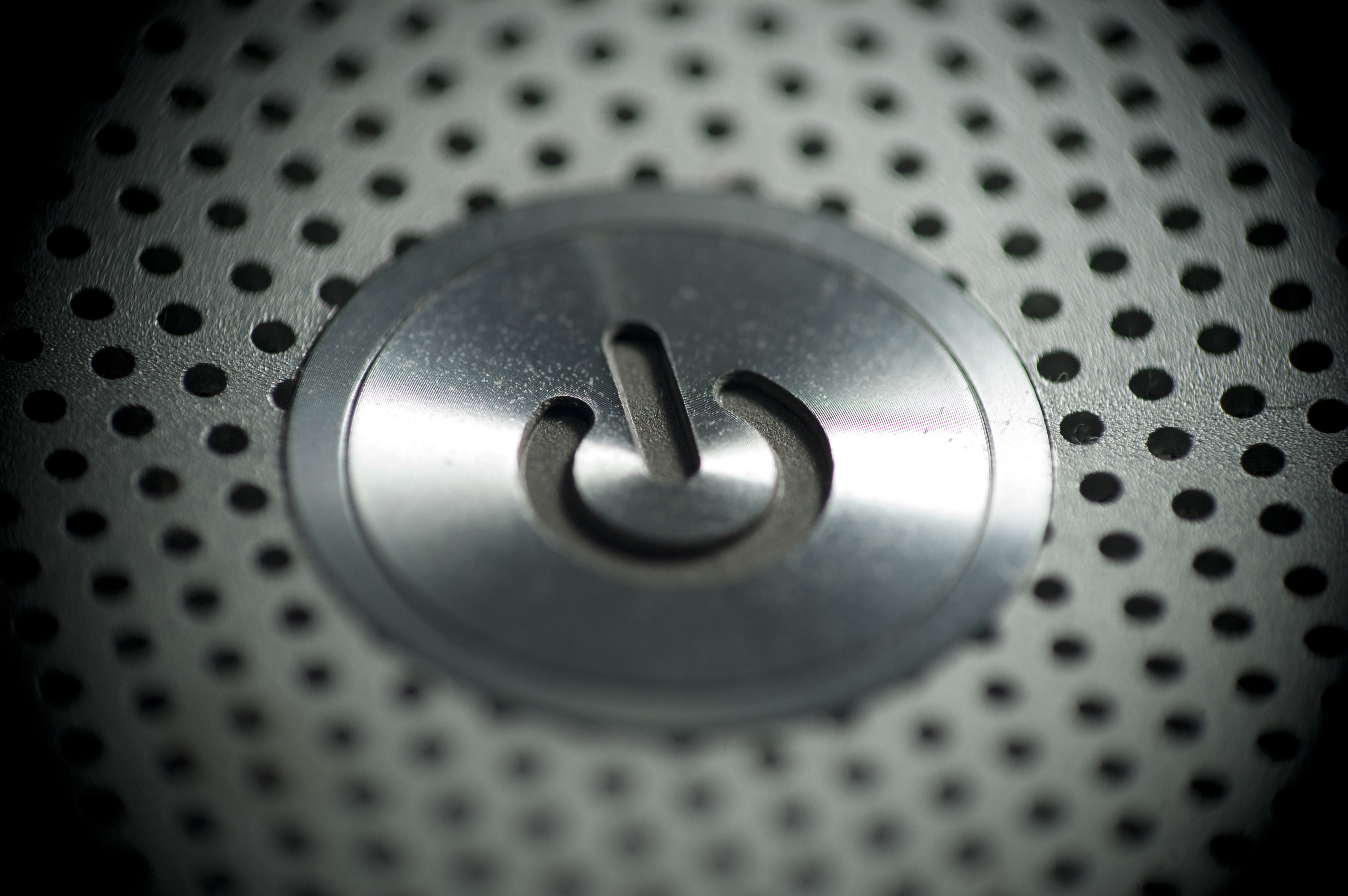
Der Power-Schalter mit Standby-Symbol schaltet das Gerät ein oder aus, ohne die Stromzufuhr komplett zu unterbrechen

Ein/Aus-Symbole zeigen an, dass ein Bedienelement ein Gerät ein- oder ausschaltet. Dabei kann es sich beispielsweise um einen Schalter, eine Taste oder eine Schaltfläche in einer grafischen Benutzeroberfläche handeln. Die international standardisierten Symbole dienen dazu, die Funktion sprachunabhängig anzuzeigen.

## Beschreibung
Ursprünglich wurden Ein/Aus-Schalter oft in der jeweiligen Landessprache oder mit den englischen Wörtern On und Off beschriftet. Mit zunehmender Globalisierung wurden diese Wörter durch die Symbole Linie (⏽) für „ein“ und Kreis (⭘) für „aus“ ersetzt.
Das Standby-Symbol (⏻) kombiniert diese beiden Symbole durch Überlappen.

## Normen
Die Internationale Elektrotechnische Kommission (IEC) beschrieb die Symbole 1973 in der IEC-Norm 60417 Graphische Symbole für Betriebsmittel:
| ⏽ | IEC 60417-5007, das Ein-Symbol (Linie), auf einer Taste oder an einem Ende eines Schalters zeigt an, dass das Gerät dadurch vollständig aktiviert wird. (1 oder \| bedeutet „ein“.)                                                                                           |
| ⭘ | IEC 60417-5008, das Aus-Symbol (Kreis), auf einer Taste oder einem Schalter zeigt an, dass die Stromzufuhr dadurch unterbrochen wird. (0 oder ◯ bedeutet „aus“.) |
| ⏻ | IEC 60417-5009, das Standby-Symbol (Linie, die einen Kreis teilweise durchbricht), zeigt einen Standby- oder Niedrigstromzustand an. Der Schalter unterbricht die Stromzufuhr nicht komplett. Alternativ markiert das Symbol nach IEEE 1621 allgemein einen Ein/Aus-Schalter. |
| ⏼ | IEC 60417-5010, das Ein/Aus-Symbol (Linie im Kreis), wird auf Schaltern verwendet, die ein Gerät ein- oder komplett ausschalten. |
| ⏾ | Eine Mondsichel, die einen Ruhezustand symbolisiert, wurde durch IEEE 1621 als Ersatz für das Standby-Symbol hinzugefügt. |